# Echter Kümmel
Echter Kümmel (Carum carvi), meist einfach Kümmel, regional auch Wiesen-Kümmel oder Gemeiner Kümmel genannt, ist eine Pflanzenart innerhalb der Familie der Doldenblütler (Apiaceae). Kümmel ist zudem eines der ältesten Gewürze.

## Beschreibung

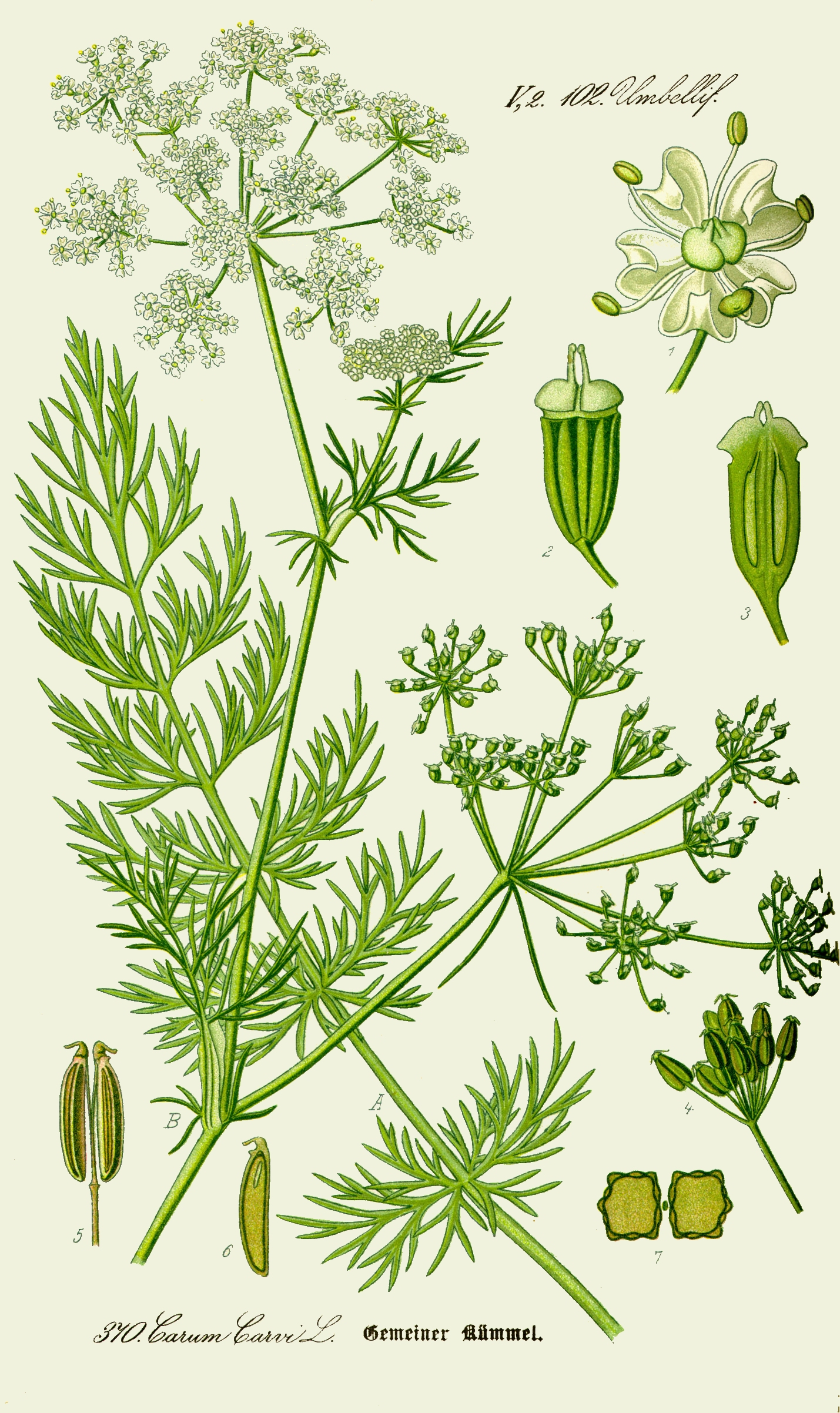
Illustration aus Otto Wilhelm Thomé: Flora von Deutschland, Österreich und der Schweiz, Gera 1885

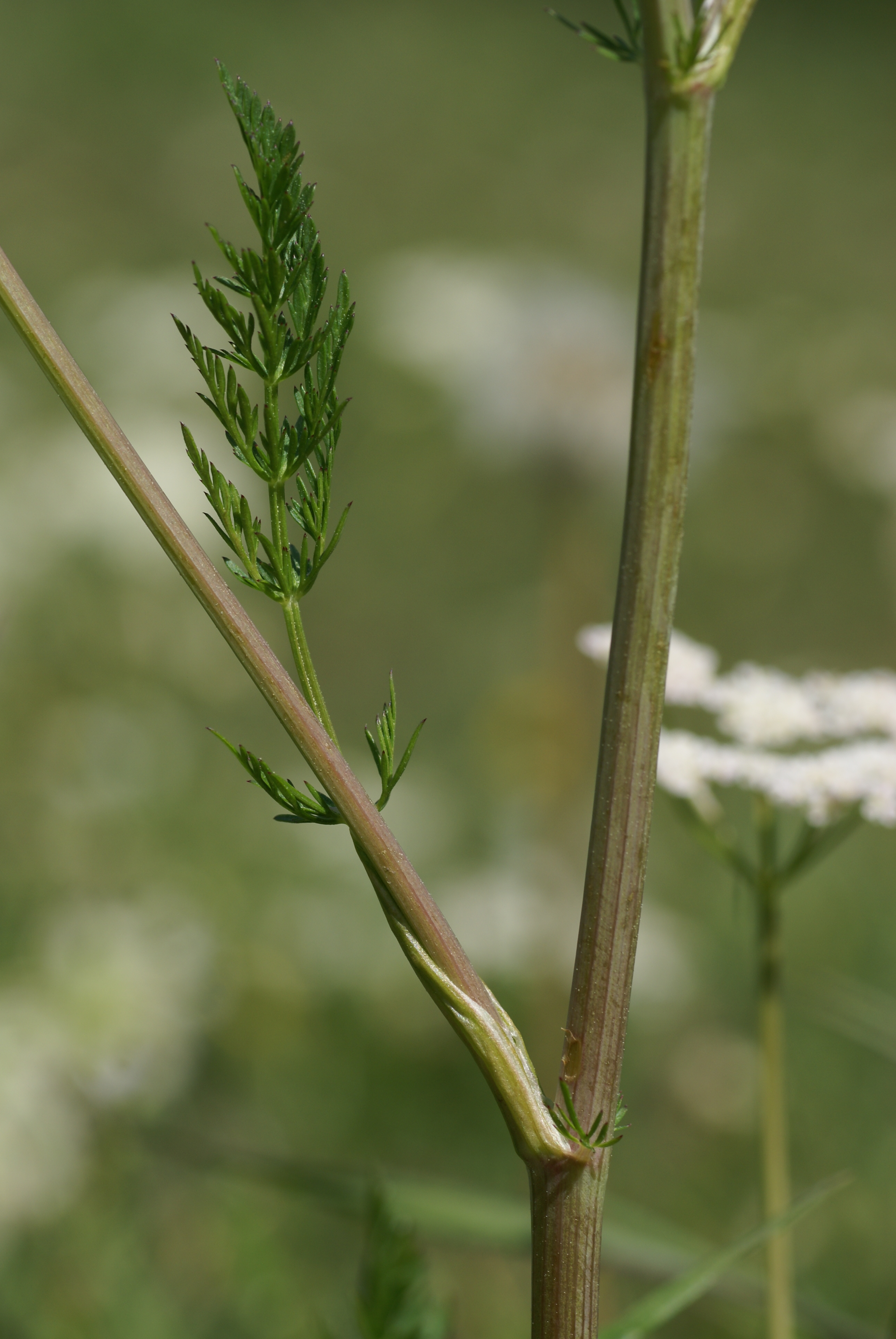
Stängel und Blattansatz mit Scheide

### Vegetative Merkmale
Kümmel ist eine sommergrüne, meist zweijährige krautige Pflanze und erreicht meist Wuchshöhen von 30 bis 80 Zentimetern, unter günstigen Bedingungen auch bis zu 120 Zentimetern. Es wird eine rübenartige Wurzel (Pfahlwurzel) entwickelt. Der kahle, geriefte Stängel ist mehrfach und sparrig verzweigt.
Die kreuzgegen- oder gegenständigen Laubblätter sind in Blattstiel und -spreite gegliedert. Die Blattspreiten sind zwei- bis dreifach gefiedert und im Umriss länglich. Die Teilblätter letzter Ordnung  sind fiederteilig mit fein zugespitzten Zähnen und Spitzen. Ihre Blattabschnitte sind bei einer Breite von höchstens einem Millimeter linealisch. Die untersten Fiederpaare zweiter Ordnung sind deutlich abgerückt und kreuzweise gestellt. Die meisten Stängelblätter besitzen eine Scheide mit nebenblattartigen Fiederpaaren.

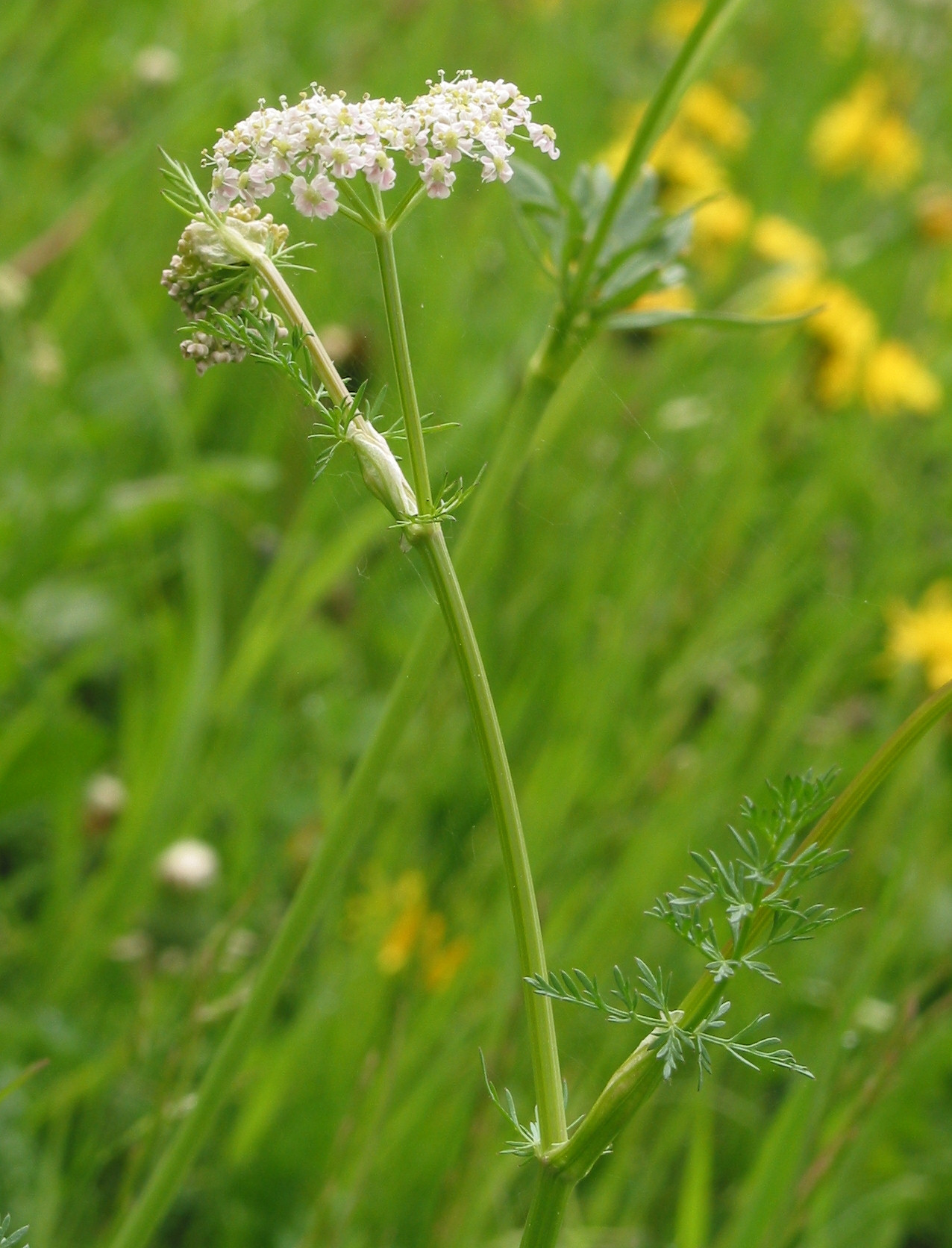
Blütenstand und Blatt

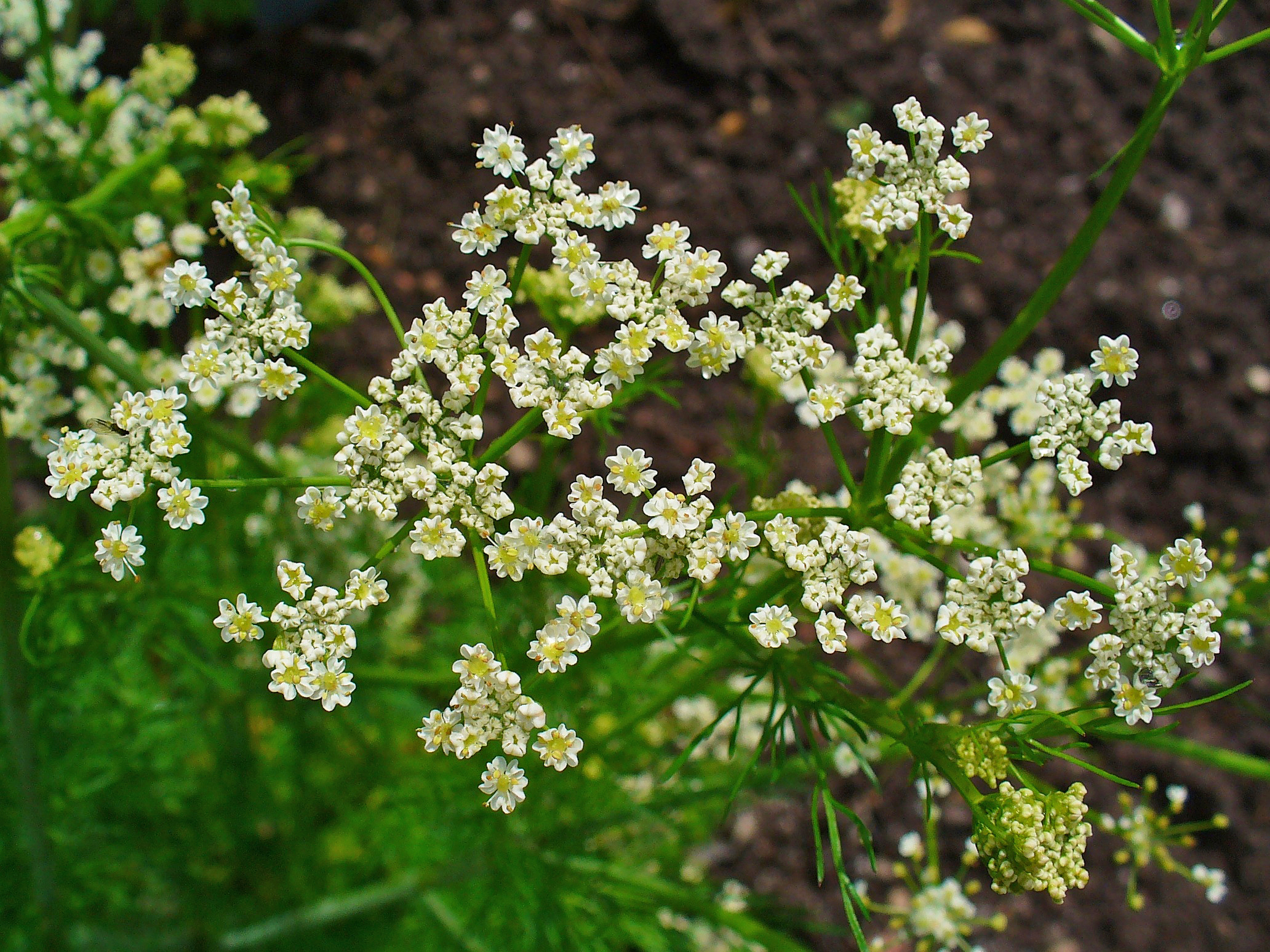
Doppeldoldiger Blütenstand (Aufsicht)

### Generative Merkmale
Die Blütezeit erstreckt sich von Mai bis Juli. Es ist ein Blütenstandsschaft vorhanden. Die achsel- und endständigen doppeldoldigen Blütenstände besitzen sechs bis zwölf gerippte Strahlen. Unter den Dolden können einzelne, linealische Deckblätter vorhanden sein, die Hüllen fehlen aber meist. Es können bei den Döldchen auch Hüllchenblätter ausgebildet sein. Es sind Blütenstiele vorhanden.
Die meistens zwittrige und protandrische Blüte ist fünfzählig mit (einfacher) Blütenhülle. Der Kelch fehlt meistens oder ist zu minimalen Zähnchen reduziert. Die fünf weißen bis rosafarbenen oder rötlichen Kronblätter sind verkehrt-eiförmig und an der mittleren Spitze ist der Zipfel meist eingebogen. Es sind fünf freie Staubblätter vorhanden. Der zweikammerige Fruchtknoten ist unterständig. Auf einem fleischigen, kissenförmigen Stylopodium (Diskus) befinden sich zwei kurze und ausgebogene Griffel.
Die Samenreife beginnt im Juni bis August. Die kahle, rippige Spaltfrucht (eine Scheinfrucht), Doppelachäne genannt, ist bei einer Länge von 3 bis 7 Millimeter und einer Breite von 0,7 bis 1,2 Millimeter ellipsoid und zerfällt in zwei einsamige Einzelfrüchte (Merikarpien) die an einem Karpophor hängen. Die leicht sichelförmig gebogenen und an beiden Enden leicht spitzen deutlich gerippten Einzelfrüchte sind dunkel- und hell-braun, gelblich gefärbt. Den Früchten haften meist noch Griffelreste an. Die volkstümlich „Kümmelsamen“ genannten Einzelfrüchte besitzen einen charakteristischen Duft, wenn sie zerrieben werden.
Die Chromosomenzahl beträgt 2n = 20 oder 22.

## Ökologie
Der Echte Kümmel ist eine zweijährige Halbrosettenpflanze mit Wurzelrübe.
Blütenökologisch handelt es sich um intensiv duftende nektarführende Scheibenblumen. Bestäuber sind Fliegen und Käfer.
Die Früchte werden durch Huftiere ausgebreitet; daneben erfolgt eine Zufallsausbreitung durch den Menschen. Die Samen sind Lichtkeimer.

## Vorkommen
Der Wiesen-Kümmel ist in Vorderasien und den Mittelmeerländern beheimatet. Die Verbreitung erstreckt sich über Europa und die gemäßigten Gebiete Asiens bis Tunesien, Indien, Bhutan, Nepal und Pakistan. In Europa hat er ursprüngliche Vorkommen in fast allen Ländern und fehlt nur in Portugal und Griechenland; in Großbritannien, Irland und Island ist er eingebürgert und auf Spitzbergen wird er kultiviert.
Wild wächst der Wiesen-Kümmel an Wegrändern und Wiesen. Er tritt in kollinen, subalpinen bis alpinen Höhenstufen auf. Er ist Kennart der pflanzensoziologischen Ordnung Arrhenatheretalia. In den Allgäuer Alpen steigt der Wiesen-Kümmel im Tiroler Teil am Luxnacher Sattel bei Häselgehr bis in eine Höhenlage von 2070 Meter auf. Am Stilfser Joch und im Tessin erreicht er eine Höhenlage von 2200 Meter und am Riffelberg bei Zermatt 2550 Meter.
Die ökologischen Zeigerwerte nach Landolt et al. 2010 sind in der Schweiz: Feuchtezahl F = 3 (mäßig feucht), Lichtzahl L = 4 (hell), Reaktionszahl R = 3 (schwach sauer bis neutral), Temperaturzahl T = 2+ (unter-subalpin und ober-montan), Nährstoffzahl N = 3 (mäßig nährstoffarm bis mäßig nährstoffreich), Kontinentalitätszahl K = 3 (subozeanisch bis subkontinental), Salztoleranz 1 = tolerant.

## Taxonomie
Die Erstveröffentlichung von Carum carvi erfolgte 1753 durch Carl von Linné in Species Plantarum, Tomus I, Seite 263. Ein Synonym für Carum carvi L. ist Bunium carvi (L.) M.Bieb.

## Nutzung

### Geschichte
Kümmelfrüchte wurden in Ausgrabungen von Pfahlbauten gefunden, die sich auf 3000 v. Chr. zurückdatieren lassen. Seine Verwendung in der Küche lässt sich bereits in dem Apicius zugeschriebenen Kochbuch De re coquinaria nachweisen, das wahrscheinlich im 3. Jahrhundert n. Chr. entstand. Von Plinius dem Älteren und Pedanios Dioscurides wird der Kümmelanbau erwähnt. Dioskurides nennt den „Samen“ einer Pflanze namens „Karos“ (griechisch káron und káreon bedeuten „Kümmel“) verdauungsfördernd (wie Anis), bei Plinius „Careum“. Gerhard Madaus hält aber erst das „careum“ im Capitulare Karls des Großen für identisch mit dem nordischen Wiesenkümmel. In der mittelalterlichen Medizin wurde Kümmel (lateinisch auch Carvum genannt,) unter anderem in der Arzneiform der Kümmellatwerge diaciminum verwendet. oft (insbesondere in Bezug auf die Kümmelfrüchte) im Genitiv Carvi. Nach von Haller hilft Kümmel der Verdauung, bei Unterleibsschmerz und Harnsteinen, Hecker verwendete ihn bei Hypochondrie, Hysterie, mangelnder Milchsekretion und Brustleiden, Leclerc bei Luftschlucken, Dinand bei Amenorrhoe. Bohn nennt ihn bei mangelnder Milchsekretion, Magen- und Uteruskrämpfen, Zörnig auch als Expektorans. Kümmel ist laut Madaus ein beliebtes Stomachikum und Karminativum bei Blähungen, Magenkrämpfen, Magenschwäche, Dyspepsie und Enteritis besonders für Kinder, seltener bei Milch- oder Wehenschwäche, Amenorrhoe und als Diuretikum. Die Volksmedizin kenne ihn als Karminativum und Galaktogogum. Äußerlich werde Kümmel als warme Auflage bei Ohren-, Kopf- und Zahnweh benutzt, Kümmelöl bei Erkrankung der Atmungsorgane, Rachitis und Hautparasiten. Zumeist gelten nur die reifen Früchte als wirksam, Erntezeit Anfang Juli, wenn sie sich zu bräunen beginnen.

### Anbau und Ernte
Der Echte Kümmel wird als Gewürzpflanze kultiviert. 2002 betrug die Anbaufläche für Kümmel in Deutschland etwa 450 Hektar, Hauptanbaugebiete sind Ägypten, die Niederlande sowie ganz Osteuropa.
Für den Anbau von Kümmel sind lehmigere den sandigen Böden vorzuziehen, weil sie ertragreichere Standorte sind. Der Anbau erfolgt mittels Direktsaat in Reinkultur oder als Untersaat in eine Deckfruchtkultur (Erbse, Grünmais, Sommergerste). Die Deckfruchtkultur ist für eine zusätzliche Ernte im ersten Jahr wichtig. Die Kultur ist zweijährig. Es sind bereits einjährige Sorten vorhanden. Die Aussaat wird im März durchgeführt. Der Reihenabstand beträgt 30 Zentimeter, wobei die Ablagetiefe auf 1 bis 1,5 Zentimeter kommt. Das Tausendkorngewicht beträgt drei bis vier Gramm. Für einen Hektar werden 5 bis 8 kg Saatgut benötigt. Zu dicht ausgesäter Kümmel schosst weniger. Die Keimung benötigt ein bis drei Wochen, wobei das Temperaturoptimum für die Keimung zwischen 5 und 20 °C liegt. Die Keimfähigkeit hält sich zwei bis drei Jahre. Für die langsame Keimung oder gar Keimhemmung ist das ätherische Öl Carvon verantwortlich. Die Wirtschaftlichkeit des Anbaus ist durch den zweijährigen Anbau und die schwankenden Preise für das erzeugte Saatgut nicht besonders hoch. Sorten mit hohem Gehalt an ätherischen Ölen bringen meist weniger Ertrag. Der Samenertrag liegt im Mittel bei 1,3 Tonnen pro Hektar und schwankt zwischen 0,8 und 1,5 Tonnen pro Hektar. Die Reinsaat bringt höhere Erträge als die unter Deckfrucht gesäte Untersaat.

### Krankheiten und Schädlinge
Die häufigste bakterielle Krankheit an Kümmel ist der Doldenbrand. Er wird durch die Bakterien Erwinia, Pseudomonas und Xanthomonas verursacht und kann mit Blühbeginn auftreten. Bei den Pilzkrankheiten ist besonders Anthraknose (Mycocentrospora acerina) bekannt, die meist mit beginnendem Schossen erste Schäden verursacht. Seltener sind Alternaria-Brand (Alternaria ssp.), 1999 wurde erstmals Doldenbräune-Erreger (Phomopsis diachenii) in Deutschland nachgewiesen, Echter und Falscher Mehltau, Sklerotinia (Sclerotinia sclerotiorum), Septoria (Septoria carvi) und Wurzeltrockenfäule (Fusarium ssp.). An Kümmel sind drei wichtige Schädlinge bekannt. Die Kümmelgallmilben (Aceria carvi) bewirken eine Deformierung der Rosettenblätter zu petersilienartiger Form und können im Ansaatjahr ab Mitte September und im Erntejahr ab Vegetationsbeginn Schäden verursachen. Die Raupen der Kümmelmotte oder Kümmelschabe (Depressaria nervosa), die zu Beginn der Pflaumenblüte etwa vom 20. April bis 10. Juni auftreten, fressen an den Dolden. Sonst sind noch diverse Blindwanzen, vor allem Lygus campestris und Lygus calmi auf Kümmel zu finden.

## Verwendung

### Küche
Die Blätter des Kümmels haben einen milden Geschmack, der mit Petersilie und Dill verglichen wird. Sie werden gerne  für Suppen und Salate verwendet. Die Wurzeln können als Gemüse gekocht werden.
Kümmelsamen (botanisch korrekt handelt es sich um ganze Kümmelfrüchte) sind ein klassisches Gewürz in schwer verdaulichen Speisen, wie z. B. Kohlgerichten. Sie sind besonders in der jüdischen, skandinavischen und osteuropäischen Küche beliebt und werden dort auch als Gewürz für Kuchen und Roggenbrot, Gulasch, Käse und geschmorte Äpfel verwendet.
Die „Kümmelsamen“ verleihen diversen Spirituosen einen charakteristischen Geschmack, beispielsweise dem skandinavischen Aquavit, dem norddeutschen Köm oder dem Kaiser-Kümmel.

### Verwendung als Heilpflanze in der modernen Phytotherapie
| Inhaltsstoffe (Auswahl) |
| ----------------------- |
| (S)-(+)-Carvon          |
| p-Cymol                 |

Der Ausschuss für pflanzliche Arzneimittel der Europäischen Arzneimittel-Agentur hat Kümmel als Arzneipflanze zugelassen. Als Droge im pharmazeutischen Sinn dienen die getrockneten, reifen Früchte kultivierter Sorten und das Kümmelöl.
Hauptwirkstoffe sind ätherische Öle mit Carvon als Hauptbestandteil und Geruchsträger, das darin bisweilen zu weit über 50 % enthalten ist, daneben Limonen (über 30 %), Phellandren und andere Monoterpene; Phenolcarbonsäuren, Flavonoide und in Spuren Furocumarine.
Kümmel regt die Tätigkeit der Verdauungsdrüsen an und hat beachtlich blähungswidrige und krampflösende Eigenschaften. Man verwendet ihn bei Verdauungsstörungen mit Blähungen und Völlegefühl, bei leichten Krämpfen im Magen-, Darm- und Gallenbereich sowie bei nervösen Herz-Magen-Beschwerden.
Man nimmt die Kümmelsamen als Tee oder das ätherische Öl und seine Zubereitungen, häufig kombiniert mit Fenchel oder Anis und Koriander bzw. mit deren ätherischen Ölen.
Kümmel hat von diesen Drogen die stärkste krampflösende Wirkung. Für Kümmelöl wurden antimikrobielle Eigenschaften nachgewiesen, so dass es sinnvoll auch in Mundwässern und Zahnpasten enthalten ist. Das Kauen einiger Kümmelfrüchte soll schlechten Mundgeruch verhindern.
Der Kümmel wurde von Wissenschaftlern der Universität Würzburg zur Arzneipflanze des Jahres 2016 gewählt.

### Inhaltsstoffe

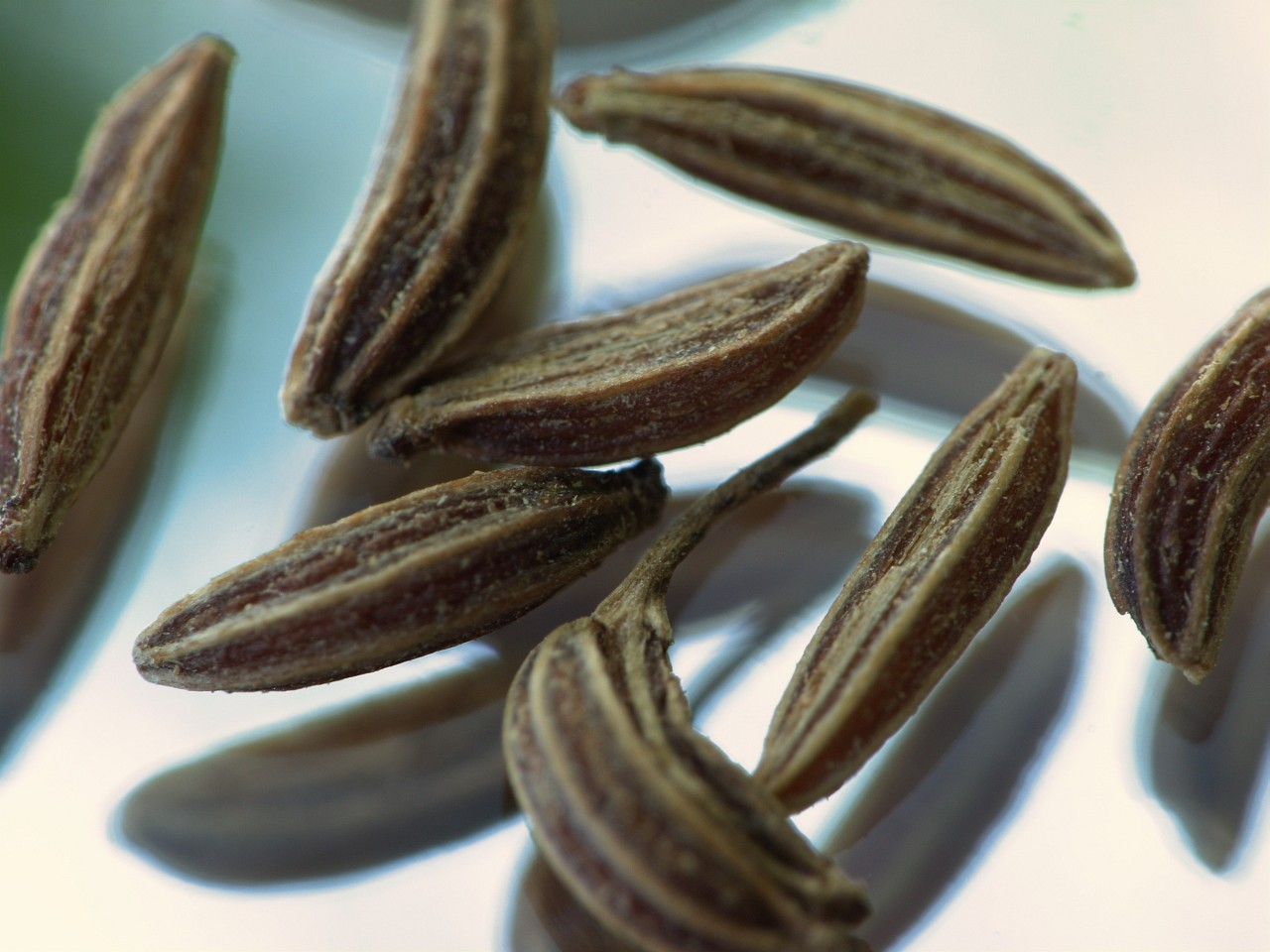
Die Kümmelsamen sind reich an ätherischen Ölen

Die Kümmelpflanze ist reich an ätherischen Ölen, insbesondere die Samen enthalten mehr als drei Prozent ätherisches Öl, bei neueren Züchtungen kann der Anteil auf sieben Prozent steigen. Sie können durch Wasserdampfdestillation ausgetrieben und durch anschließende Extraktion isoliert werden. Im ätherischen Öl stellt D-(+)-Carvon neben D-(+)-Limonen den Hauptbestandteil dar. Außerdem sind Myrcen, α-Phellandren, p-Cymol, β-Caryophyllen, cis- und trans-Carveol, cis- und trans-Dihydrocarvon, trans-Dihydrocarveol, α- und β-Pinen, Fettsäuren und Gerbstoffe enthalten. Der Vitamin-C-Gehalt der frischen Pflanze beträgt 224,6 mg pro 100 g Frischgewicht.
Kümmelsamen enthalten je 100 Gramm 49,9 g Kohlenhydrate (davon 38 g Ballaststoffe und 0,64 g Zucker), 14,6 g Fett und 19,8 Eiweiß. Der Energiegehalt liegt bei 1394 kJ (444 kcal). In Kümmel sind v. a. einige B-Vitamine, Vitamin C und Vitamin E enthalten. Zudem enthält er größere Mengen Eisen, Phosphor, Magnesium und Kupfer.

## Giftigkeit
Die Pflanze gilt als wenig oder kaum giftig, aber hautreizend.
Hauptwirkstoffe sind das ätherische Öl mit Carvon als Hauptbestandteil neben Limonen.
Die Hauptwirkung des ätherischen Öls besteht in einer Reizung der Haut. In der Literatur sind mehrmals allergische Reaktionen durch Kümmelöl beschrieben worden. In diesem Zusammenhang ist erwähnenswert, dass Kümmel auch natürliche Pestizide enthält.
Vergiftungserscheinungen treten auch bei chronischem Missbrauch von kümmelhaltigen Branntweinen auf, neben dem Einfluss des Alkohols kommen  dabei auch Schädigungen insbesondere der Leber durch Kümmelöl als Giftstoff in Betracht.

## Unterscheidung von anderen Doldenblütlern
Es besteht Verwechslungsgefahr mit den sehr giftigen Doldenblütlern Gefleckter Schierling (Conium maculatum), Hundspetersilie (Aethusa cynapium) sowie eventuell dem Wasserschierling (Cicuta virosa). 
Der Gefleckte Schierling riecht allerdings nach Mäuse-Urin, der Wasserschierling nach Sellerie und die Hundspetersilie unangenehm und entfernt nach Knoblauch.
Die Stengel von Geflecktem Schierling und Hundspetersilie sind stellenweise (beim Schierling fleckig) rötlich gefärbt. (Die Kerbelrübe (Chaerophyllum bulbosum) trägt ebenfalls rote Flecken am Stängel, hat aber im Gegensatz zu den giftigen Arten eine unterirdisch verdickte Knolle.)
Zu verwechseln ist der Echte Kümmel außerdem mit Wilder Möhre (Daucus carota), Echtem Koriander (Coriandrum sativum) und Echtem Kerbel (Anthriscus cerefolium).

## Andere als „Kümmel“ (oder lateinischcarvi) bezeichnete Gewürze
Geschmacklich nicht vergleichbar mit dem echten Kümmel sind:
- Kreuzkümmel – ebenfalls ein Doldenblütler (Cuminum cyminum)
- Echter Schwarzkümmel – ein Hahnenfußgewächs (Nigella sativa)
- Königskümmel – ein Doldenblütler, Ajowan (Trachyspermum ammi)